# Desova

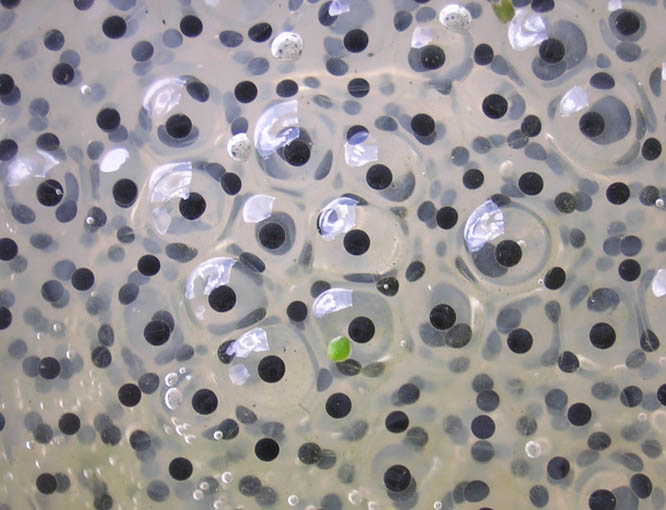
Desova em anfíbios

Usado principalmente na biologia pesqueira, o termo desova indica o momento em que os peixes e outros organismos aquáticos libertam para a água os seus produtos sexuais, ou seja, os óvulos e os espermatozoides, que se vão conjugar para dar origem à sua descendência.
O ato da desova tem grande importância para a gestão das pescarias porque, em cada ecossistema, cada espécie tem o momento próprio para a reprodução, geralmente dependente das condições climáticas.